# Aspidopyga cophuroides
Aspidopyga cophuroides là một loài ruồi trong họ Asilidae. Aspidopyga cophuroides được Carrera miêu tả năm 1949. Loài này phân bố ở vùng Tân nhiệt đới.